# San Ignacio de Sabaneta
San Ignacio de Sabaneta è un comune della Repubblica Dominicana di 98.453 abitanti, situato nella Provincia di Santiago Rodríguez, di cui è capoluogo. Spesso è chiamato semplicemente Sabaneta o Santiago Rodríguez.